# David (cratère)
Pour les articles homonymes, voir David.
David est un cratère d'impact présent sur la surface de Mercure.
Le cratère fut ainsi nommé par l'Union astronomique internationale en 2013 en hommage au peintre français Jacques-Louis David.
Son diamètre est de 23 km. Il se situe dans le quadrangle de Derain (quadrangle H-10) de Mercure.